# Dickninge

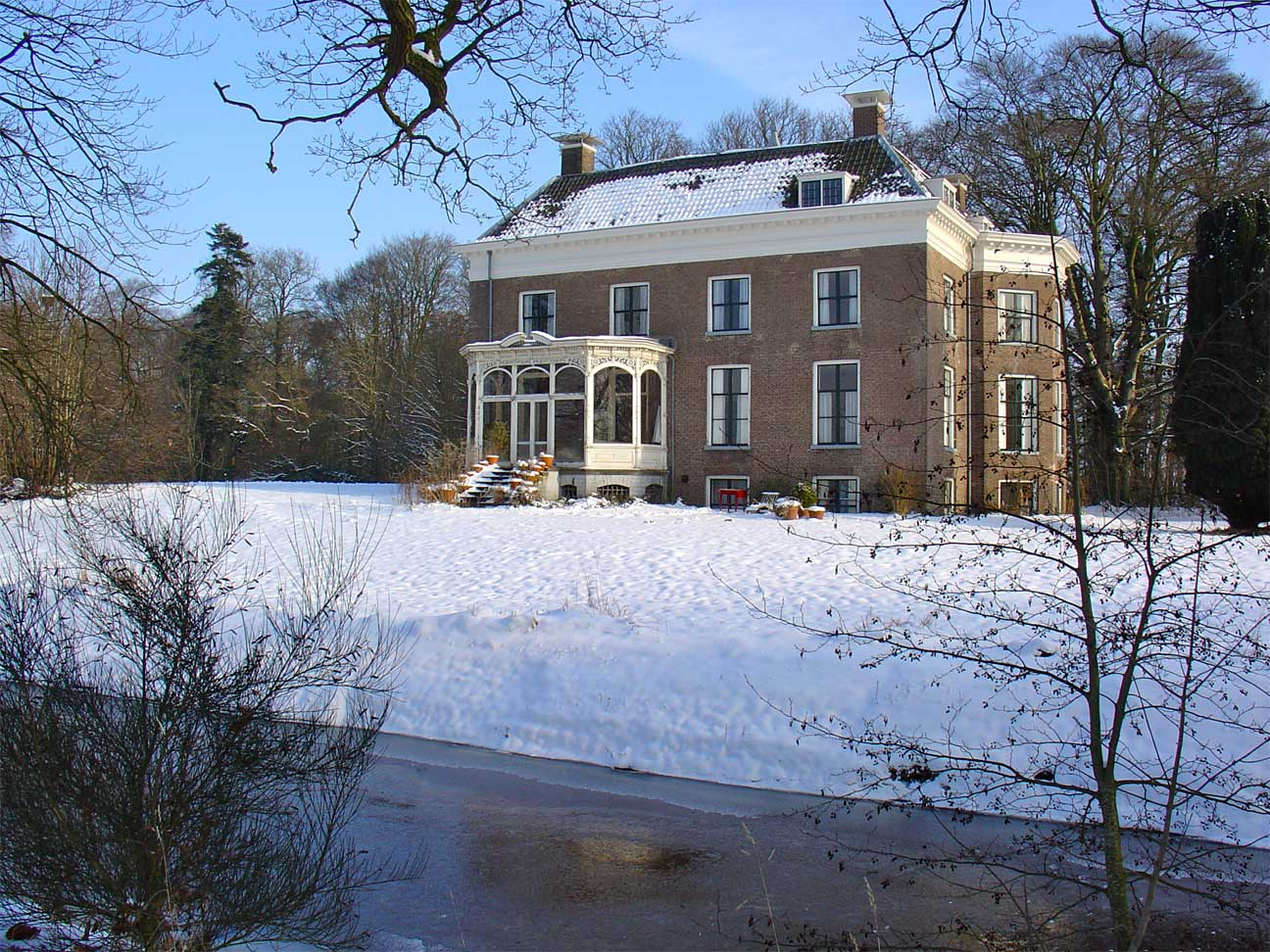
Dickninge in de Schiphorst nabij de Wijk anno 2010

Dickninge (ook Dikninge of Dickenynghe) is een landgoed dat sinds 1998 behoort tot de gemeente De Wolden in de provincie Drenthe (Nederland). Voor de gemeentelijke herindeling behoorde het tot de gemeente de Wijk. Het landgoed is gelegen ten zuidwesten van de Wijk en strekt zich uit tot aan de Reest; dit is tevens de provinciegrens met Overijssel. Het landgoed is circa 75 hectare groot. Op het landgoed staat "Huize Dickninge", een statig landhuis met een gracht omgeven. Het landgoed rondom Huize Dickninge is ingericht in Engelse landschapsstijl.

## Geschiedenis

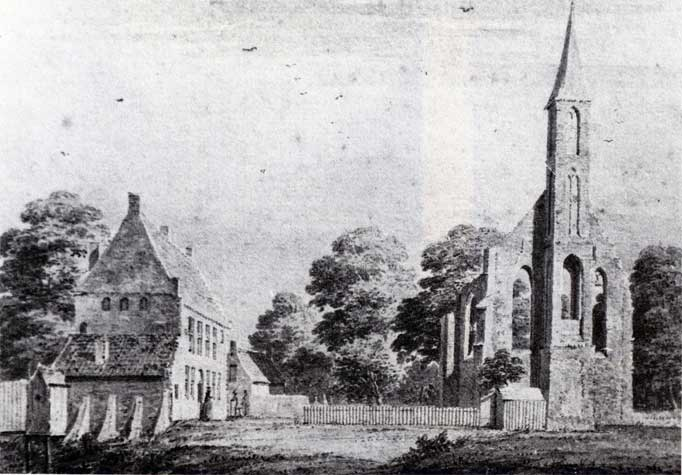
Dickninge getekend door Cornelis Pronk in 1732, links het rentmeestershuis en rechts de (resten van de) kerk

In de middeleeuwen heeft op deze plek het aan Maria gewijde benedictijner klooster Dikninge gestaan. Het klooster was een voortzetting van de benedictijner abdij van Ruinen, die in 1325 verplaatst werd naar Dickninge. Daar was het klooster al vóór 1248 in bezit van een hof.
Tot de 15e eeuw was Dikninge een zogenaamd dubbelklooster, met gescheiden afdelingen voor nonnen en voor monniken. In de 16e eeuw was het een jufferenstift, dat tot 1598 heeft dienstgedaan. Na de hervorming bleef het klooster nog door achtergebleven nonnen bewoond tot 1652, maar raakte al snel na 1598 in verval. In 1645 werd de kerk afgebroken. Op de tekening van Cornelis Pronk (zie afbeelding) uit 1732 is de vervallen kerk nog te zien. Alleen de toren en een rentmeestershuis met bijgebouw bleven bestaan. Het rentmeestershuis is in gebruik geweest bij diverse leden van twee vooraanstaande Drentse families, de families Struuck en Lunsingh. In 1796 kocht Reint Hendrik de Vos van Steenwijk de gebouwen en liet ze afbreken om op die plaats het huidige Huize Dickninge te laten bouwen, dat in 1813 werd voltooid.

## Bengelklokje
Na het overlijden van de laatste Lunsingh maakten zijn nazaten, de gebroeders Tonckens, aanspraak op het uit 1555 daterende bengelklokje. Zij kregen gelijk en het klokje werd verplaatst naar het Huis te Westervelde bij Norg. Daar werd het tot in de 20e eeuw gebruikt door de burgemeester van Norg, Eltje Jacob Tonckens, om het personeel te wijzen op de rust- en werktijden.

## Trivia
- In 1978 is in een nieuwbouwproject in Norg de straat Dikninge vernoemd naar dit landgoed.
- Ook de wijk Buitenveldert in Amsterdam kent een straat met die naam.